# ميل حسين
ميل حسين (17 أكتوبر 1963 - ) (بالإنجليزية: Mel Hussain)‏ هو لاعب كريكت بريطاني. شارك مع منتخب إنجلترا للكريكت.

## وصلات خارجية
- ميل حسين على موقع إي آس بي آن كريك إنفو (الإنجليزية)